# Battle City
Battle City — видеоигра для игровых приставок NES (Famicom) и Game Boy. Версия игры для NES была выпущена компанией Namco в 1985 году. Её предшественником была аркадная игра Tank Battalion, выпущенная фирмой Namco в 1980 году.
Затем последовала аркадная версия для Nintendo VS. System, а также версия для Game Boy в 1991 году, разработанная и изданная Nova Games. Версия для Famicom позже была включена в качестве разблокируемого в японский релиз Star Fox: Assault и в конечном итоге была переиздана в цифровом виде через Virtual Console для Wii и Wii U.
Хотя версия для Famicom официально не выпускалась за пределами Японии, хак Battle City под названием Tank 1990 был одним из самых распространённых включений в неофициальные мультикартриджи-клоны.
Преемником игры стала выпущенная в 1991 году игра Tank Force для игровых автоматов.

## Игровой процесс
Поле боя в игре представлено в виде сверху. Игрок должен, управляя своим жёлтым танком, уничтожить все вражеские танки на уровне, которые постепенно появляются вверху игрового поля и стремятся уничтожить штаб (представлен в виде орла) или танк игрока. На каждом уровне нужно уничтожить двадцать единиц бронетехники противника разных видов. Если штаб разрушен или у игрока закончились все жизни — игра окончена. Игрок тоже может разрушить свой штаб, поэтому можно проиграть даже если удалось уничтожить все 20 танков противника.
Battle City была одной из первых игр, где могли играть одновременно двое. Оба танка появлялись у штаба. Второй игрок управлял зелёным танком.
В игре ровно 70 уровней, каждый из которых представляет собой квадратное поле из 169 секторов (13×13). При прохождении 35 уровней они начинаются заново, но пройти их сложнее из-за того, что изменяется набор вражеских танков (набор 30-го уровня), а также из-за более быстрого респауна врагов. После 70 уровня игра считается пройденной, но какой-либо концовки нет. Игра опять начинает отсчёт уровней с первого. Каждая карта содержит различные типы местности и препятствий, среди которых:
| Кирпичная стена | Разрушается от одного или нескольких выстрелов танка. Танк без бонусов или с одной-двумя «звёздами» уничтожает снарядом четверть стены; танк с тремя «звёздами» уничтожает снарядом сразу половину стены. |
| Бетонная стена  | Можно разрушить, только собрав три «звезды», улучшающих танк. |
| Кусты           | Скрывают бронетехнику и летящие снаряды. |
| Лёд             | Снижает управляемость передвижения танка (танк игрока проскальзывает) и скрывает летящие снаряды. |
| Вода            | Блокирует передвижение, но пропускает снаряды. |

## Танки противника
В игре имеется четыре типа вражеских танков, которые различаются скоростью и прочностью:
1. обычный танк (100 очков);
2. бронетранспортёр, который отличается повышенной скоростью хода (200 очков);
3. скорострельный танк (300 очков);
4. тяжёлый танк, уничтожить который можно четырьмя попаданиями (танк меняет цвет в зависимости от оставшейся прочности) (400 очков).

Четвёртый, одиннадцатый и восемнадцатый танки, независимо от типа, появляются «переливающимися». Если игрок попадает в такой танк, то на карте в случайном месте появляется бонус. В случае если «бонусным» танком является тяжёлый танк, для появления бонуса достаточно одного попадания в него. Если не взять бонус до появления нового переливающегося танка, то бонус исчезает. В некоторых версиях Tank 1990 бонус может при подобных обстоятельствах оставаться на карте, а вражеские танки также могут подбирать бонусы. Например, если кто-то из них возьмёт «лопату» (при взятии игроком — возводит вокруг базы бетонную стену на какое-то время), кирпичная кладка, защищающая базу, исчезает.
При игре в одиночку на карте находится не более пяти (5) танков противника одновременно; при игре вдвоём их не более шести (6). Всего же на уровне танков противника двадцать (20).

## Бонусы
Существует несколько типов бонусов, таких как:
- Часы — останавливают всех врагов на 10 секунд;
- Каска — даёт неуязвимость танку на 10 секунд. Вокруг танка появляется защитное поле, как при старте уровня или после возрождения (при возрождении неуязвимость длится 3 секунды);
- Граната — уничтожает всех врагов на экране, но даёт за это всего 500 победных очков;
- Лопата — заменяет стены у штаба на бетонные на 20 секунд. Если кирпичные стены у штаба были разрушены, то по прошествии 20 секунд они снова будут восстановлены;
- Танк — даёт +1 жизнь подобравшему бонус игроку;
- Звезда — улучшает танк. Всего можно собрать до 3 звёзд:
  - без звёзд — малый танк с минимальной скоростью полёта снаряда.
  - 1 звезда — лёгкий танк с высокой скоростью полёта снаряда.
  - 2 звезды — средний танк с возможностью стрелять по два быстрых снаряда.
  - 3 звезды — тяжёлый танк, способный пробивать бетон, стрелять по два быстрых снаряда.

Несмотря на улучшения, танк игрока после уничтожения перерождается около базы в виде малого танка.
Изначально разработчиками была заложена возможность ещё двух бонусов (место в CHR ROM это позволяло). По крайней мере, графика одного бонуса (в виде пистолета) присутствовала в оригинальной игре всегда, а графикой второго бонуса стала капля, которая могла появиться только при показе секретного сообщения от разработчика. Более того, алгоритм появления бонуса таков, что изначально позволял получать индекс бонуса из генератора псевдослучайных чисел, а затем выбирать из массива непосредственно в ПЗУ: .BYTE 0, 1, 2, 3, 4, 5, 4, 3. Два последних бонуса были заменены на, соответственно, гранату и часы. Поэтому они статистически встречаются чаще.
Всего за один уровень возможно получить три бонуса. Взятие бонуса приносит 500 очков. Бонус появляется в случайном месте после попадания по мигающему танку. Причём к месту где появляется бонус всегда может проехать танк игрока.
В хаках Tank 1990 было ещё 2 дополнительных бонуса:
- Пистолет — аналогичен сразу 3-м звёздам. В некоторых пиратских хаках ещё и позволял сносить кусты, помимо бетона;
- Кораблик — позволял танку двигаться по воде. В случае попадания по танку с корабликом последний не погибал, а терял свойства бонуса.

## Создатели
Судя по содержимому самого ПЗУ игры, программировали её три человека: Дзюнко Одзава, Рёити Окубо и Такэфуми Хёдо (их имена встречаются в самом начале PRG-ROM’а игры и в конце в виде ASCII-графики иероглифов ['RYOUITI OOKUBO TAKEFUMI HYOUDOU JUNKO OZAWA']).

### Исходный код
Известен только один восстановленный из двоичного образа исходный код Battle City версии для NES.

### Пасхальные яйца
Если:
1. в меню выбрать «Construction», войти и выйти (нажимая «Start», «Start») в этот режим и обратно 7 раз,
2. зажать на первом джойстике «Down» и нажать на втором джойстике кнопку «A» 8 раз,
3. зажать на первом джойстике «Right» и нажать на втором джойстике кнопку «B» 12 раз,
4. снова нажать «Start»,

то появится сообщение о том, что «Эту программу написал open-reach, который любит noriko».

## Особенности игры
Как и во многих ранних играх NES, в Battle City нет никакого сюжета и логической концовки. После 35-го уровня (в версии для Game Boy — после 100-го) игра продолжается снова с первого уровня, однако изменяется набор врагов для каждого уровня (набор последнего уровня) и время между генерацией врагов уменьшается до минимального. Если уровни проходить по третьему кругу, то вышеперечисленные изменения исчезают.
Battle City — одна из первых игр со встроенным редактором уровней.
Версия Battle City для Game Boy — более сложная, так как карта полностью не умещается на дисплее. Поэтому пока игрок находится в каком-то углу карты, возможно, что один из танков противника подберётся к штабу и уничтожит его. Это компенсируется радаром, которого в версии NES нет, а также возможностью остановить игру и рассмотреть игровое поле, «оторвав» камеру от танка игрока. Однако в сборнике Namco Gallery Vol.1 присутствует режим Fix Mode, где игра размещена на весь дисплей.
Версия Battle City для аркадного автомата не имела звука, а анимация в ней не была плавной.

## Игра Battle City в России
В России и странах СНГ Battle City выпускалась как в оригинальном виде, так и на пиратских картриджах в виде многоигровых модификациях под названием Tank 1990, и известна под неофициальным названием «Та́нчики».
Так как довольно часто картридж с Battle City или Tank 1990 шёл в комплекте с китайскими клонами игровой приставки NES (Dendy в России), это сделало игру одной из самых известных и популярных на русскоязычном пространстве. Также популярности добавила возможность игры на двоих, встроенный редактор уровней и возможность запускать игру с любого из 35 уровней.
В 2023 году в России вышла настольная игра «СУПЕРТАНК» по мотивам Battle City. Авторы настольной игры постарались максимально отразить в игре игровые механики оригинальной Battle City: игра в команде с напарником, необходимость защищать штаб, ортогональное передвижение танков, свойство бонусов и взаимодействие с различными типами ландшафта. «СУПЕРТАНК» оформлена в стиле пиксель-арт, что является отсылкой к 8-ми и 16-ти битным ретроиграм для 3-го и 4-го поколения консолей. Также настольная игра содержит различные отсылки к персонажам и героям боевиков 80-90-х годов, таких как Робокоп, Рэмбо, Терминатор, Индиана Джонс и другие.

## Ремейки и сиквелы игры
В 1989-91 гг. китайская пиратская компания Yan Shan из Фучжоу выпустила несколько нелицензионных модификаций игры, в которых появилось несколько дополнений, включая новые уровни и бонусы. Самой популярной из них стала Tank 1990, широко растиражированная на пиратских картриджах.
В 1991 году Namco выпустила Tank Force — сиквел игры Tank Battalion (1980 год) — по существу, упрощённой версии Battle City. В 2017 году Tank Force вышла на Nintendo Switch в составе сборника Namco Museum.